# 西伊豆バイパス
西伊豆バイパス（にしいずバイパス）は、国道136号の静岡県土肥町と同天城湯ケ島町（共に現伊豆市）間の延長2.0kmのバイパス道路として開通した。船原峠（土肥峠）のおよそ100m下に設置されたトンネル（船原トンネル）を通る。静岡県道路公社の管理する有料道路であったが、静岡県への有償譲渡により無料開放された。
船原峠越えの旧道は静岡県道411号等へ移管された。

## 設置の目的
従来の船原峠の区間は幅員が狭くカーブが連続していたため、（特に大型車の）通行に支障をきたしており、抜けるまでの時間もかかった。これらの要素を回避し通行の安全を確保する目的で本道が設置された。

## 歴史
- 1980年9月27日 - 開通
- 2004年2月24日 - 静岡県が2004年度予算で西伊豆スカイラインと同時に静岡県道路公社から買い取ることを決定
- 2004年7月1日 - 無料開放

## 通行料金（当時）
ここに記述しているものは無料開放される直前の通行料金である。無料開放後の現在は以下の料金は発生しない。
- 原付・軽車両：20円
- 軽自動車等：150円
- 普通車・中型車：200円
- 大型車：300円
- 特大車：700円